# No Greater Love
No Greater Love ist ein Jazzalbum von Joe McPhee, Joe Giardullo, Michael Bisio und Dominic Duval. Die am 17. und 18. März 1999 in The Spirit Room in Rossie, New York, entstandenen Aufnahmen erschienen 2000 auf CIMP.

## Hintergrund
Aufgenommen wurde das Album in derselben Session wie In the Spirit (CIMP 1999); bei dem zuletzt genannten Album spielte Joe McPhee am Sopransaxophon mit den Bassisten Michael Bisio und Dominic Duval sowie Joe Giardullo am Sopransaxophon und Bassklarinette. Im Unterschied zu dem Vorgängeralbum spielen die vier Musiker jeweils in unterschiedlichen Konstellationen miteinander; so ist „Deep Sleep“ ein Bass-Duo; „We Just Think It“ ist ein Duo der beiden Sopransaxophonisten; auf „Deep Sheep“ spielt McPhee mit Duval, und so weiter. Nur drei der Stücke umfassen das komplette Quartett.
Der titelgebende Song war „No Greater Love“ von 1936, den Isham Jones zu einem Text von Marty Symes geschrieben hatte. Joe Giardullos „Ferocious Beauty“ war dem 1998 verstorbenen Jazzmusiker Glenn Spearman gewidmet. 2001 setzten die vier Musiker ihre Zusammenarbeit mit dem Album Let Paul Robeson Sing fort.

## Titelliste
- Joe McPhee - Joe Giardullo - Michael Bisio - Dominic Duval – No Greater Love (CIMP 209; Spirit Room Series – Vol. 97)[1]

1. Deep River (Traditional) 3:26
2. Deep Sheep Dominic Duval (Joe McPhee) 5:43
3. Nancy (Joe Giardullo) 5:59
4. No Greater Love (Isham Jones, Marty Symes) 6:20
5. Strangers in a Strange Land (Joe McPhee) 11:34
6. Ferocious Beauty - Dedicated to Glenn Spearman (Joe Giardullo) 7:57
7. Deep Sleep (Dominic Duval, Michael Bisio) 11:01
8. Get That Name (Dominic Duval, Joe Giardullo, Joe McPhee, Michael Bisio) 2:47
9. We Just Think It (Joe Giardullo, Joe McPhee) 1:55

## Rezeption
Steve Loewy verlieh dem Album in Allmusic vier Sterne und schrieb, im Gegensatz zu In the Spirit sei dieses Album kein Konzeptalbum; tatsächlich bestehe es aus einer seltsamen, aber höchst attraktiven Mischung von Musiker-Kombinationen. Die Vielfalt halte das Interesse an der Musik hoch, aber was noch wichtiger sei, es erlaube jedem dieser Virtuosen, sich zu entfalten – nicht in Art einer Jam-Session, sondern in sehr raffinierten, intimen Umgebungen. Einige mögen den Trompeten- oder Tenorklang von McPhee dem seines Soprans vorziehen, aber es sei nicht zu leugnen, dass er Letzteres beherrscht. Joe Giardullo agiere überraschend geschmeidig und subtil, genau das Richtige für McPhee. Die meisten Melodien seien improvisiert, mit Ausnahme einer berührenden Interpretation des Traditional „Deep River“ und einer abstrakten, aber befriedigenden Interpretation von „No Greater Love“. Während Lautstärke und Intensität im Vergleich zu einigen anderen McPhee-Exkursionen etwas abgeschwächt sind, sei die Qualität der Musik nie weniger als hervorragend.
Nach Ansicht von Derek Taylor, der das Album in All About Jazz rezensierte, sei zusätzliches Material bei einer Aufnahmesession in Form von alternativen Takes und zusätzlichen Stücken das gemeinsame Ergebnis einer Aufnahmesitzung, die ihre ursprünglich ausgebreiteten Grenzen verdunkelt. Sehr oft wird dieses Material als von geringerer Qualität oder Bedeutung angesehen als das Hauptmaterial aus der Session, aber manchmal sei die zusätzliche Musik genauso wertvoll wie die für die erste Veröffentlichung ausgewählte. Das sei hier definitiv der Fall, so der Autor, wo diese vier klugen Improvisatoren viel mehr Musik aufgenommen hätten, als ursprünglich erwartet. Während In the Spirit, das erste Album der Session, eine starke spirituelle Betonung zeigte, sei diese zweite Veröffentlichung weit davon entfernt, eine Sammlung von Abgüssen und Alternates zu sein, sondern liege auf dem gleichen Niveau wie ihre Vorgängerin.